# Serie B 1954/1955
Soutěžní ročník Serie B 1954/1955 byl 23. ročník druhé nejvyšší italské fotbalové ligy. Konal se od 19. září 1954 do 12. června 1955. 
Nejlepší střelci se staly italští hráči Achille Fraschini (Brescia), Enrico Motta (Vicenza) a Giancarlo Rebizzi (Legnago), kteří vstřelili 14 branek.

## Události
Za vítězstvím si šel již od 9. kola Vicenza, která vyhrála soutěž už 5 kol před koncem. Do boje o 2. místo se zapojilo více týmů: Padova, Como a Legnano. Nakonec si postup vybojovala Padova.
O sestup se také bojovalo do konce. Pavia, která v posledních 15 zápasů uhrálo jen 5 bodů byl jasný sestupující. Druhý sestupující se stalo Treviso, které v posledním kole prohrálo a předstihlo jej Verona.

## Účastníci
| Klub              | Město       | Stadion                      | Trenér | Minulá sezona                |
| ----------------- | ----------- | ---------------------------- | --- | ---------------------------- |
| Alessandria       | Alessandria | Stadio Giuseppe Moccagatta   | Nereo Marini (1.–30. kolo) Luciano Robotti + Renato Cattaneo                                                                                 | 13. místo v Serii B          |
| Arsenaltaranto    | Taranto     | Stadio Valentino Mazzola     | Gipo Poggi | 2. místo v Serii C (postup)  |
| Brescia           | Brescia     | Stadium di viale Piave       | Mario Perazzolo | 9. místo v Serii B           |
| Cagliari          | Cagliari    | Stadio Amsicora              | Carlo Alberto Quario + Vincenzo Soro (1.–10. kolo) Silvio Piola                                                                              | 3. místo v Serii B           |
| Como              | Como        | Stadio Giuseppe Sinigaglia   | Hugo Lamanna | 4. místo v Serii B           |
| Legnano           | Legnano     | Stadio di via Carlo Pisacane | Giuseppe Galluzzi | 18. místo v Serii C (sestup) |
| Marzotto Valdagno | Valdagno    | Stadio dei Fiori             | Alberto Marchetti | 5. místo v Serii B           |
| Messina           | Messina     | Stadio Giovanni Celeste      | Manlio Bacigalupo | 10. místo v Serii B          |
| Modena            | Modena      | Stadio Comunale              | Renzo Magli | 10. místo v Serii B          |
| Monza             | Monza       | Stadio "Città di Monza"      | Fioravante Baldi (1.–10. kolo) Carlo Alberto Quario                                                                                          | 7. místo v Serii B           |
| Padova            | Padova      | Stadio Silvio Appiani        | Nereo Rocco | 13. místo v Serii B          |
| Palermo           | Palermo     | Stadio La Favorita           | Adolfo Baloncieri (1.–5. kolo) Mario Sperone                                                                                                 | 17. místo v Serii A (sestup) |
| Parma             | Parma       | Stadio Comunale              | Ivo Fiorentini | 1. místo v Serii C (postup)  |
| Pavia             | Pavia       | Stadio Comunale              | Gipo Poggi | 13. místo v Serii B          |
| Salernitana       | Salerno     | Stadio Donato Vestuti        | Enrico Carpitelli (1. –11. kolo) Mario Saracino                                                                                              | 10. místo v Serii B          |
| Treviso           | Treviso     | Stadio Comunale              | Giacinto Ellena (1. –23. kolo) Ottorino Paulinich 13. místo v Serii B                                                                        |                              |
| Verona            | Verona      | Stadio Marcantonio Bentegodi | Luigi Ferrero (1. –4. kolo) Luigi Ferrero + Giulio Cappelli (5. –9. kolo) Angelo Piccioli + Giulio Cappelli (10. –17. kolo) Federico Allasio | 7. místo v Serii B           |
| Vicenza           | Vicenza     | Stadio Romeo Menti           | Aldo Campatelli | 6. místo v Serii B           |

## Tabulka
| Poř. | Tým               | Z  | V  | R  | P  | VG | OG | B  |
| ---- | ----------------- | -- | -- | -- | -- | -- | -- | -- |
| 1.   | Vicenza           | 34 | 22 | 6  | 6  | 53 | 21 | 50 |
| 2.   | Padova            | 34 | 15 | 12 | 7  | 46 | 27 | 42 |
| 3.   | Modena            | 34 | 13 | 14 | 7  | 42 | 30 | 40 |
| 4.   | Legnano           | 34 | 13 | 14 | 7  | 42 | 36 | 40 |
| 5.   | Brescia           | 34 | 15 | 7  | 12 | 44 | 36 | 37 |
| 6.   | Como              | 34 | 11 | 15 | 8  | 33 | 27 | 37 |
| 7.   | Messina           | 34 | 11 | 14 | 9  | 46 | 43 | 36 |
| 8.   | Marzotto Valdagno | 34 | 14 | 7  | 13 | 55 | 45 | 35 |
| 9.   | Cagliari          | 34 | 10 | 13 | 11 | 33 | 35 | 33 |
| 10.  | Parma             | 34 | 8  | 17 | 9  | 37 | 40 | 33 |
| 11.  | Arsenaltaranto    | 34 | 12 | 8  | 14 | 31 | 38 | 32 |
| 12.  | Salernitana       | 34 | 9  | 13 | 12 | 44 | 56 | 31 |
| 13.  | Palermo           | 34 | 10 | 10 | 14 | 38 | 43 | 30 |
| 14.  | Monza             | 34 | 8  | 14 | 12 | 34 | 43 | 30 |
| 15.  | Alessandria       | 34 | 10 | 8  | 16 | 30 | 40 | 28 |
| 16.  | Verona            | 34 | 10 | 8  | 16 | 35 | 50 | 28 |
| 17.  | Treviso           | 34 | 7  | 13 | 14 | 32 | 45 | 27 |
| 18.  | Pavia             | 34 | 7  | 9  | 18 | 32 | 52 | 23 |

Poznámky
- Z = Odehrané zápasy; V = Vítězství; R = Remízy; P = Prohry; VG = Vstřelené góly; OG = Obdržené góly; B = Body
- za výhru 2 body, za remízu 1 bod, za prohru 0 bodů.
- při rovnosti bodů se rozhodovalo na základě poměru gólů (vstřelené góly ÷ obdržené góly).

|  | Postup do Serie A |
|  | Sestup do Serie C |

## Střelecká listina
| Pořadí | Jméno              | Klub              | Branky |
| ------ | ------------------ | ----------------- | ------ |
| 1.     | Achille Fraschini  | Brescia           | 14     |
| 1.     | Enrico Motta       | Vicenza           | 14     |
| 1.     | Giancarlo Rebizzi  | Legnano           | 14     |
| 4.     | Amedeo Bonistalli  | Padova            | 13     |
| 4.     | Renato Fioravanti  | Salernitana       | 13     |
| 6.     | Basilio Cabas      | Modena            | 12     |
| 6.     | Giuseppe Marchetto | Marzotto Valdagno | 12     |
| 6.     | Aldo Santoni       | Como              | 12     |
| 6.     | Giorgio Stivanello | Padova            | 12     |
| 10.    | Ettore Bertoni     | Pavia             | 11     |
| 10.    | Pietro Biagioli    | Marzotto Valdagno | 11     |
| 10.    | Emilio Caprile     | Legnano           | 11     |